# Джачка, Олта
Олта Джачка (алб. Olta Xhaçka; род. 25 декабря 1979, Тирана) — албанский политический и государственный деятель. Член Социалистической партии. В прошлом — министр по делам Европы и иностранных дел Албании (2020—2023), министр социального обеспечения и молодёжи (2017), министр обороны Албании (2017—2020). Депутат парламента с 2009 года.

## Биография
Получила степень бакалавра в области политологии и международных отношений в американском Университете Кларка. Джачка активно участвовала в жизни гражданского общества в правозащитной сфере, а также в течение трёх лет преподавала политические науки в частном Университете Нью-Йорка Тирана.

### Политическая деятельность
С 2009 года входит в социалистическую парламентскую группу, первоначально, на протяжении двух созывов, в качестве представителя региона Корча. Джачка входит в руководство Социалистической партии Албании и с 2010 года возглавляет её Женский форум. С 2015 до 2017 года, когда она была назначена на должность в правительстве Албании, она также возглавляет Фонд имени Кемаля Стафы.
Как правозащитница, главным образом в области гендерного равенства, и исполняющая обязанности председателя Женского форума Социалистической партии, Джачка с 2014 года председательствовала в парламентском подкомитете по делам несовершеннолетних, гендерного равенства и домашнего насилия. Она также является членом комитета по труду, социальным вопросам и здравоохранению и комитета по международным отношениям.
В марте 2017 года была назначена министром социального обеспечения и молодёжи. Она провела в этой роли лишь несколько месяцев, поскольку министерство было распущено в августе 2017 года и поглощено другими министерствами.

### Министр обороны
Она была переизбрана в парламент в июне 2017 года, на этот раз от Тираны. В её округе был наибольший по столице прирост голосов за Социалистическую партию.
11 сентября 2017 года она заняла должность министра обороны во втором правительстве Рамы, став второй женщиной на этой должности после Мими Кодели.
В апреле 2018 года нанесла визит в США к министру обороны Джеймсу Мэттису в Пентагоне.

### Министр иностранных дел
31 декабря 2020 года получила портфель министра по делам Европы и иностранных дел Албании. Сохранила пост в третьем кабинете премьер-министра Эди Рамы.

## Личная жизнь
Она вышла замуж за Артана Гачи (Artan Gaçi), также бывшего депутатом-социалистом. У них есть дочь Хана.